# Namie amuro SO CRAZY tour featuring BEST singles 2003-2004
『namie amuro SO CRAZY tour featuring BEST singles 2003-2004』（ナミエ・アムロ・ソー・クレイジー・ツアー・フィーチャリング・ベスト・シングルズ・トゥーサウザンドスリー・トゥーサウザンドフォー）は、日本の女性歌手・安室奈美恵の5枚目のライブ・ビデオである。2004年9月23日発売。発売元はavex trax。

## 解説
25thシングル「SO CRAZY/Come」を引っ提げて行われた全国ツアー“namie amuro SO CRAZY tour featuring BEST singles 2003-2004”の東京公演（2004年1月16日）の模様を収録。
タイトル通り、セットリストはシングル曲中心（SUITE CHIC名義のシングルを含む）のベスト・アルバム的な内容となっている。
なおアルバム『STYLE』収録のオリジナル楽曲は披露されていない。("Namie's STYLE"のイントロのみ、オープニングSEで使われている。)
本作には収録されていないが、ツアー中に発売された26thシングル「ALARM」が2004年3月19日の群馬公演から披露されている。
ツアー最終日となった同年4月11日の東京公演に「"Uh Uh,,,,,,"」でAIがゲスト出演している。
「toi et moi」でヌンチャクを使ったパフォーマンスを披露しているが、唯一最終日でヌンチャクを落として悔しがっていたエピソードがある。
同年1月16日に開催された東京公演の模様が本作発売に先駆けて5月17日にNHK-BS2で放送された。

## 収録曲
1. OPENING
2. Put 'Em Up
3. shine more
4. RESPECT the POWER OF LOVE
5. I HAVE NEVER SEEN
6. MEDLEY-1:SOMETHING' BOUT THE KISS／no more tears／Dreamin I was dreaming
7. PLEASE SMILE AGAIN
8. I WILL
9. "Uh Uh,,,,,,"
10. toi et moi
11. Wishing On The Same Star
12. MEDLEY-2:LOVE 2000／How to be a Girl／Chase the Chance
13. think of me
14. SWEET 19 BLUES
15. SO CRAZY
16. Band Introduce
17. Body Feels EXIT
18. Dancers Introduce
19. You're my sunshine
20. a walk in the park
21. Say the word
22. CAN YOU CELEBRATE?
23. Don't wanna cry
24. NEVER END
25. ENDING

## 参加ミュージシャン
- 安室奈美恵：Vocal

バンドメンバー
- 木村建：Guitar
- 川村ケン：Keyboards
- 佐野健二：Bass
- 倉内充：Drums
- 村上彰久：Manipulator